# Bill Scott
William John Scott (Filadélfia, 2 de agosto de 1920 - Tujunga,  29 de novembro de 1985) foi um dublador, escritor e produtor de desenhos animados americanos, associado principalmente a Jay Ward e UPA, além de um dos membros fundadores da ASIFA-Hollywood. Ele é provavelmente mais conhecido como a voz de Bullwinkle J. Moose.

## Carreira
Scott nasceu na Filadélfia, Pensilvânia, em 2 de agosto de 1920. Mais tarde, a família mudou-se para Trenton, Nova Jersey, e em 1936 para Denver, Colorado. Scott se formou na Universidade de Denver com um diploma em inglês. 
Durante a Segunda Guerra Mundial, serviu na Primeira Unidade de Cinema do Exército dos Estados Unidos (reportando-se ao Tenente Ronald Reagan), onde trabalhou com animadores como Frank Thomas. Após a guerra, ele se tornou o que era então conhecido como "homem da história" na Warner Bros., trabalhando sob o diretor Arthur Davis. Depois de trabalhar como escritor no programa de marionetes de TV "Time For Beany" de Bob Clampett, ele trabalhou mais tarde na United Productions of America, onde foi um dos escritores que adaptou a história original do Dr. Seuss para o Oscar de 1950 - Gerald McBoing-Boing, vencedor do curta - metragem, que mais tarde se tornou um programa de televisão, além de adaptar o curta-metragem de 1953 indicado ao Oscar de The Tell-Tale Heart, de Edgar Allan Poe. 
Scott começou a trabalhar como dublador também quando se juntou a Jay Ward como roteirista e co-produtor, e atuou em séries de televisão como The Rocky e Bullwinkle Show (principalmente como Bullwinkle e Mister Peabody, além de Dudley Do- Direito e George da Selva). Em uma entrevista de 1982, Scott disse: "Recebi uma ligação de Jay [Ward] perguntando se eu estaria interessado em escrever outra série, um roteiro de aventura com um alce e um esquilo. Eu disse: 'Claro'. Eu não sabia se poderia escrever uma aventura com um alce e um esquilo, mas nunca rejeitei um emprego". Scott nunca recebeu um crédito na tela por sua dublagem em qualquer uma das séries de Ward. 
Ele também escreveu muitos comerciais para a General Mills porque a General Mills havia financiado grande parte do The Rocky and Bullwinkle Show e da Quaker Oats Company, principalmente as do cereal Cap'n Crunch. A voz de Rocky, Nell Fenwick e muitos dos papéis femininos foram realizados por June Foray, embora a esposa de Scott, Dorothy, tenha expressado várias partes femininas também. 
Scott também trabalhou como diretor de voz no The Gerald McBoing-Boing Show e como diretor de diálogo no filme de comédia de animação de 1959 1001 Arabian Nights . 
Scott também estrelou em George of the Jungle como George, Super Chicken e Tom Slick, além de Fractured Flickers e Hoppity Hooper. Scott também atuou ao vivo no programa de televisão The Duck Factory, estrelado por Jim Carrey, além de apresentar os dubladores Don Messick e Frank Welker. No episódio "The Annie Awards", Scott interpreta o mestre de cerimônias em uma cerimônia de premiação para cartunistas. 
Scott era membro da Screen Cartoonist's Guild, da qual foi presidente em 1952. Ele também foi membro da Screen Actors Guild e foi eleito para o Conselho de Governadores da Academia de Artes e Ciências Cinematográficas. 

## Carreira posterior
No final de sua carreira, Scott trabalhou no Walt Disney Studios, onde dublou Moosel em The Wuzzles, e era Gruffi Gummi, Sir Tuxford e Toadwart, também conhecido como Toadie em Aventuras dos Ursos Gummi da Disney (ele foi sucedido por Corey Burton, Roger C. Carmel e Brian Cummings após sua morte). Gummi Bears, seu último papel, também o reuniu com June Foray, sua co-estrela de Rocky e Bullwinkle. Scott também era cantor e intérprete, ativo com um grupo Little Theatre em Tujunga chamado Foothill Curtain Raisers, e um grupo teatral da igreja, os Ascension Players. Ele era membro do coral da Igreja Episcopal da Ascensão, Tujunga, e membro da trupe Cañada-Savoy G&S em La Cañada, Califórnia. 

## Morte
Scott morreu de ataque cardíaco aos 65 anos em 29 de novembro de 1985 em Tujunga, Los Angeles, Califórnia.